# 大分県の市町村章一覧
大分県の市町村章一覧（おおいたのしちょうそんしょういちらん）は、大分県内の市町村に制定されている、あるいは制定されていた市町村章の一覧である。なお、一覧の順序は全国地方公共団体コード順による。廃止された市町村章は廃止日から順に掲載している。

## 市部
| 市         | 市章 | 由来                                                             | 制定日        | 備考                                                                                               |
| ---------- | ---- | ---------------------------------------------------------------- | ------------- | -------------------------------------------------------------------------------------------------- |
| 大分市     |      | 「大分」を図案化したもの                                         | 1965年6月11日 | 旧・大分市制時の1917年4月に市章として制定され、新市制施行後に継承される                            |
| 別府市     |      | 別府の「別」を変形して図案化したもの                             | 1924年4月1日  | 1908年7月に別府町章として制定され、市制施行後に継承される                                          |
| 中津市     |      | 「扇城」の別名を持つ中津城に因んで、「中」を扇形に図案化したもの | 1930年5月8日  | |
| 日田市     |      | 三隈川及び「日田」を図案化したもの                               | 1941年5月5日  | |
| 佐伯市     |      | 「S」を図案化したもの                                            | 2005年3月3日  | 色は赤色・青色・緑色が指定されている 2代目の市章である                                             |
| 臼杵市     |      | 「う」を図案化し、「す」を組み合わせたもの                       | 2007年1月1日  | 上部の円は赤色・左右に張り出した部分は緑色・下部の曲線部分は青色が指定されている 2代目の市章である |
| 津久見市   |      | 「つ」を3つ組み合わせ「つくみ」を表したもの                      | 1949年4月1日  | 津久見町章として制定され、市制施行後に継承される                                                   |
| 竹田市     |      | 「た」を図案化したもので、下部の円は名水名湯を表す               | 2005年4月1日  | 色は青色・橙色・水色が指定されている 2代目の市章である                                             |
| 豊後高田市 |      | 「B」「T」を図案化したもの                                       | 2005年9月1日  | 色は緑色・紫色・青色が指定されている 2代目の市章である                                             |
| 杵築市     |      | 「き」を図案化したもの                                           | 2005年10月1日 | 色は橙色・緑色・青色が指定されている                                                               |
| 宇佐市     |      | 「う」・「ウ」を図案化したもの                                   | 2005年3月31日 | 色は緑色が指定されている 2代目の市章である                                                         |
| 豊後大野市 |      | 「B」・「O」を図案化したもの                                     | 2005年8月3日  | 色は周囲は青色・円は赤色が指定されている                                                           |
| 由布市     |      | 「Y」を図案化したもの                                            | 2005年10月1日 | 円を橙色・Yの上段を緑色・Yの下段を薄緑色が指定されている                                           |
| 国東市     |      | 「くに」を図案化したもの                                         | 2006年3月31日 | 左部分は緑色・中央部分の円は橙色・右部分は青色が指定されている                                     |

## 町村部
| 郡       | 町村   | 町村章 | 由来                                           | 制定日       | 備考 |
| -------- | ------ | ------ | ---------------------------------------------- | ------------ | ---- |
| 東国東郡 | 姫島村 |        | 姫島七不思議を象徴する七つの波を図案化したもの | 1976年       |      |
| 速見郡   | 日出町 |        | 「日出」を両翼が羽ばたく様に図案化したもの     | 1957年       |      |
| 玖珠郡   | 九重町 |        | 「九」を図案化したもの                         | 1960年2月1日 |      |
| 玖珠郡   | 玖珠町 |        | 伐株山（ダブルメサ万年林）を図案化したもの     | 1968年4月1日 |      |

## 廃止された市町村章
| 市郡       | 町村       | 市町村章 | 由来 | 制定日         | 廃止日        | 備考                                                       |
| ---------- | ---------- | -------- | --- | -------------- | ------------- | ---------------------------------------------------------- |
| 鶴崎市     |            |          | 不明 | 1954年4月1日   | 1963年3月10日 |                                                            |
| 臼杵市     |            |          | 「臼（うす）と杵（きね）」を図案化したもの                                                                 | 1950年4月1日   | 2005年1月1日  | 初代の市章である                                           |
| 大野郡     | 野津町     |          | 「のつ」を図案化したもの                                                                                   | 1964年12月     | 2005年1月1日  |                                                            |
| 大分郡     | 野津原町   |          | 「ノツハル」を図案化し、中心部の「ノツ」は円形の外観に突出し、「ハル」は円形である                         | 1975年1月17日  | 2005年1月1日  |                                                            |
| 北海部郡   | 佐賀関町   |          | 「関」を簡潔に図案化したもの                                                                               | 1952年         | 2005年1月1日  |                                                            |
| 下毛郡     | 本耶馬渓町 |          | 全体を円形にして「本耶」を意匠化し、五本の直線は町内の五地区を表したもの                                   | 1960年4月      | 2005年3月1日  |                                                            |
| 下毛郡     | 耶馬溪町   |          | 「ヤバ」を図案化し、山を表し、周りを三重円で囲っているもの                                                 | 1956年         | 2005年3月1日  | 耶馬溪村章として制定されていたものを町制施行後に継承された |
| 下毛郡     | 山国町     |          | 「やまくに」を図案化したもの                                                                               | 1957年9月30日  | 2005年3月1日  | 山国村章として制定されていたものを町制施行後に継承された   |
| 下毛郡     | 三光村     |          | 三つの光の組合せで「三光」を現し、三地区（真坂・山口・深秣）を表現して丸型にし、中央より三方に伸ばしたもの | 1961年9月5日   | 2005年3月1日  | 1961年8月に公表されたものを同年9月5日に制定した            |
| 佐伯市     |            |          | 「サイキ」の文字を図案化したもの                                                                           | 1941年4月29日  | 2005年3月3日  | 初代の市章である 1957年7月1日に再制定された                |
| 南海部郡   | 上浦町     |          | 「上うら」を図案化したもの                                                                                 | 1973年10月9日  | 2005年3月3日  |                                                            |
| 南海部郡   | 弥生町     |          | 「や」を図案化し、三本の線は合併前の明治村・上野村・切畑村と番匠川・上野川・井崎川を表したもの             | 1966年2月1日   | 2005年3月3日  | 弥生村制時の1965年に制定され、町制施行後に継承される       |
| 南海部郡   | 本匠村     |          | 「本」を貫くように図案化したもの                                                                           | 1974年3月30日  | 2005年3月3日  |                                                            |
| 南海部郡   | 直川村     |          | 「直川」を図案化し、象ったもの                                                                             | 1972年12月26日 | 2005年3月3日  |                                                            |
| 南海部郡   | 鶴見町     |          | 「ツ」を鶴が飛翔する姿を図案化したもの                                                                     | 1967年11月3日  | 2005年3月3日  |                                                            |
| 南海部郡   | 米水津村   |          | 豊予海峡の波と「米水津（ヅ）」を図案化したもの                                                             | 1976年1月1日   | 2005年3月3日  | 1989年10月に再制定される                                   |
| 南海部郡   | 蒲江町     |          | 「蒲」を配し、「エ」を波型にしたもの                                                                       | 1984年4月12日  | 2005年3月3日  | 色は青色が指定されている                                   |
| 南海部郡   | 宇目町     |          | 五輪の梅の花を象ったもの                                                                                   | 1966年11月3日  | 2005年3月3日  |                                                            |
| 日田郡     | 天瀬町     |          | 「天」の部首である「大」の部分以外を無限を目的として円形に（丸く）して表したもの                           | 1967年9月      | 2005年3月22日 |                                                            |
| 日田郡     | 大山町     |          | 「大」をウメの花びらのように図案化したもの                                                                 | 1969年2月1日   | 2005年3月22日 | 色は緑色が指定されている                                   |
| 日田郡     | 前津江村   |          | 「マエ」を図案化・若葉を象ったもの                                                                         | 1974年1月26日  | 2005年3月22日 |                                                            |
| 日田郡     | 中津江村   |          | 「N」・「な」・「ナ」を円形に図案化したもの                                                                | 1985年11月1日  | 2005年3月22日 |                                                            |
| 日田郡     | 上津江村   |          | 「上」を丸くしてスギの形にし、その右側に太陽を配したもの                                                   | 1977年10月12日 | 2005年3月22日 |                                                            |
| 宇佐市     |            |          | 「う」を図案化したもの                                                                                     | 1967年9月4日   | 2005年3月31日 | 初代の市章である                                           |
| 宇佐郡     | 安心院町   |          | 全体は「安」を図案化し、中央部の三本線は津房川・深見川・佐田川を表し、外円はスッポンを表したもの           | 1968年3月      | 2005年3月31日 |                                                            |
| 宇佐郡     | 院内町     |          | 「いん内」を図案化したもの                                                                                 | 1960年10月1日  | 2005年3月31日 | 1957年8月に院内村章とし制定され、町制施行後に継承される    |
| 大野郡     | 朝地町     |          | 三つの「ア」を組み合わせたもの                                                                             | 1960年3月23日  | 2005年3月31日 | 1960年1月に公表されたものを同年3月23日に制定される         |
| 大野郡     | 犬飼町     |          | 「犬」を象徴したもの                                                                                       | 1955年3月28日  | 2005年3月31日 |                                                            |
| 大野郡     | 大野町     |          | 「大の」を象り、それを組み合わせたもの                                                                     | 1968年8月1日   | 2005年3月31日 |                                                            |
| 大野郡     | 緒方町     |          | 「オ」・ハトを図案化したもの                                                                               | 1960年8月      | 2005年3月31日 |                                                            |
| 大野郡     | 三重町     |          | 輪を三重にして、それで「三重」が出来、それを円形で表したもの                                               | 1949年6月15日  | 2005年3月31日 | 旧・三重町制時に制定され、新町制施行時に継承される         |
| 大野郡     | 清川村     |          | 周囲は四つの「き」・中心部は「川」を表し、それで「キヨカワ」を図案化たもの                                 | 1982年1月1日   | 2005年3月31日 |                                                            |
| 大野郡     | 千歳村     |          | 「千」を末広がり・円形にして図案化したもの                                                                 | 1968年8月1日   | 2005年3月31日 | 「千」の部分は緑色・地色は黄色が指定されている             |
| 豊後高田市 |            |          | 高田城の家紋である八本の房骨にした二本の房を重ねて、それを、「タカダ」で囲んだもの                         | 1965年7月1日   | 2005年3月31日 | 初代の市章である                                           |
| 西国東郡   | 真玉町     |          | 「マ」を二個向かい合わせにし、円形に組み合わせて図案化したもの                                             | 1976年11月3日  | 2005年3月31日 |                                                            |
| 西国東郡   | 香々地町   |          | 「香三」を基にし、「三」を両翼にし、「○」を図案化したものであり、さらに、その中側に「香」を配したもの      | 1974年12月     | 2005年3月31日 |                                                            |
| 竹田市     |            |          | 「十」と「竹田」を組み合わせたもの                                                                         | 1954年10月1日  | 2005年4月1日  | 初代の市章である                                           |
| 直入郡     | 荻町       |          | 「オギ」を図案化し、その内「キ」はすぐ伸びる木を表したもの                                                 | 1973年4月1日   | 2005年4月1日  |                                                            |
| 直入郡     | 久住町     |          | 「久」を図案化したもの                                                                                     | 1959年5月27日  | 2005年4月1日  |                                                            |
| 直入郡     | 直入町     |          | 「直入」を図案化し、「和」で具象化したもの                                                                 | 1980年3月5日   | 2005年4月1日  |                                                            |
| 杵築市     |            |          | 「き」を月の形に表したもの                                                                                 | 1955年8月1日   | 2005年10月1日 | 初代の市章である                                           |
| 西国東郡   | 大田村     |          | 豊後牛の形で「太田」を図案化したもの                                                                       | 未制定         | 2005年10月1日 |                                                            |
| 速見郡     | 山香町     |          | 「山」を変形したもの                                                                                       | 1965年2月      | 2005年10月1日 | 1996年4月に改定する                                        |
| 大分郡     | 挾間町     |          | 「ハサマ」を組み合わせて図案化したもの                                                                     | 1955年4月1日   | 2005年10月1日 |                                                            |
| 大分郡     | 庄内町     |          | 外円は「大」を丸く囲んだもので、中側に「庄」を配したもの                                                   | 1971年6月3日   | 2005年10月1日 |                                                            |
| 大分郡     | 湯布院町   |          | 由布岳と朝霧を意匠化し、「ユ」を表したもの                                                                 | 1962年         | 2005年10月1日 |                                                            |
| 東国東郡   | 国見町     |          | 二つの「ク」・「ミ」を配し、「クニミ」を図案化したもの                                                     | 1960年3月31日  | 2006年3月31日 | 1976年に再制定される                                       |
| 東国東郡   | 国東町     |          | 二つの「ク」を組み合わせて、「クニ」を図案化したもの                                                       | 1959年         | 2006年3月31日 |                                                            |
| 東国東郡   | 武蔵町     |          | 「ムサシ」を図案化し、中央の三角はキャンプを表したもの                                                     | 1957年         | 2006年3月31日 |                                                            |
| 東国東郡   | 安岐町     |          | 「ア」で囲み、「キ」を配したもの                                                                           | 1955年2月20日  | 2006年3月31日 |                                                            |

### 書籍
- 小学館辞典編集部 編『図典 日本の市町村章』（初版第1刷）小学館、2007年1月10日。ISBN 4095263113。
- 近藤春夫『都市の紋章 : 一名・自治体の徽章』行水社、1915年。NDLJP:955061
- 中川幸也『シリーズ人間とシンボル第2号「都市の旗と紋章」』中川ケミカル、1987年10月11日。
- 丹羽基二『日本の市章 （西日本）』保育社、1984年5月5日。
- 望月政治『都章道章府章県章市章のすべて』日本出版貿易株式会社、1973年7月7日。
- NHK情報ネットワーク『NHKふるさとデータブック9 [九州 1]』日本放送協会、1992年5月1日。
- 国際図書『事典　シンボルと公式制度』国民文化協会、1968年。

### 都道府県書籍
- 大分県町村会『大分県47町村の記録』大分県町村会、2005年2月。

### パンフレット
- 宇目町役場『宇目町合併30周年記念式典パンフレット』大分県南海部郡宇目町、1985年。

### 自治体書籍

#### 北部地域（下毛・宇佐・国東）
- 三光村企画課『道程　昭和30年〜昭和54年 上巻 三光村広報縮刷版』大分県下毛郡三光村、1995年。
- 本耶馬渓町刊行会『本耶馬渓町史』大分県下毛郡本耶馬渓町、1987年3月。
- 耶馬溪町教育委員会『耶馬溪町史』大分県下毛郡耶馬溪町編纂委員会、1975年3月。
- 山国町教育委員会『山国町誌』大分県下毛郡山国町、2005年2月。
- 院内町教育委員会内院内町誌刊行会『院内町誌』大分県宇佐郡院内町誌刊行会、1983年11月。
- 宇佐市役所『旧・宇佐市例規集』大分県宇佐市。

#### 大分地域（大分・速見）
- 挾間町役場『挾間町誌』大分県大分郡挾間町、1984年10月。
- 庄内町誌編集委員会 編集者『庄内町誌』大分県大分郡庄内町長 工藤千秋、1990年10月。
- 湯布院町誌編集委員会 編集者『湯布院町誌』大分県大分郡湯布院町長 吉村格哉、1989年2月。
- 野津原町役場『野津原町例規集』大分県大分郡野津原町。
- 平成三年度研究紀要『研究小報：地名の由来とその歴史第14集』大分市鶴崎地区文化財研究会編、1992年。

#### 南部地域（海部・大野）
- 上浦町『上浦町勢要覧』大分県南海部郡上浦町。
- 弥生町編纂委員会『弥生町誌』大分県南海部郡弥生町、1996年。
- 弥生町役場『弥生町例規集』大分県南海部郡弥生町。
- 本匠村役場『本匠村例規集』大分県南海部郡本匠村。
- 直川村編纂委員会『直川村誌』大分県南海部郡直川村、1997年。
- 直川村役場『直川村例規集』大分県南海部郡直川村。
- 鶴見町編纂委員会『鶴見町誌』大分県南海部郡鶴見町、2000年。
- 鶴見町役場『鶴見町例規集』大分県南海部郡鶴見町。
- 米水津村役場『米水津村例規集』大分県南海部郡米水津村。
- 蒲江町役場『蒲江町例規集』大分県南海部郡蒲江町。
- 蒲江町編纂委員会『蒲江町誌宇目町合併30周年記念式典パンフレット』大分県南海部郡蒲江町、2005年2月。

#### 西部地域（玖珠・日田・直入）
- 天瀬町役場『天瀬町史』大分県日田郡天瀬町、1971年。
- 中津江村史編集委員会『中津江村史』大分県日田郡中津江村、1989年。
- 上津江村教育委員会『上津江村史』大分県日田郡上津江村、1992年。
- 天瀬町役場『天瀬町例規集』大分県日田郡天瀬町。
- 大山町役場『大山町例規集』大分県日田郡大山町。
- 前津江村役場『前津江村例規集』大分県日田郡前津江村。
- 中津江村役場『中津江村例規集』大分県日田郡中津江村。
- 上津江村役場『上津江村例規集』大分県日田郡上津江村。